# Usui Teppei
Usui Teppei (碓井鉄平 Usui Teppei, sinh ngày 3 tháng 11 năm 1991 ở Fuchū, Tokyo) là một cầu thủ bóng đá người Nhật Bản thi đấu cho V-Varen Nagasaki.

## Thống kê câu lạc bộ
Cập nhật đến ngày 23 tháng 2 năm 2016.
| Thành tích câu lạc bộ | Thành tích câu lạc bộ | Thành tích câu lạc bộ | Giải vô địch | Giải vô địch | Cúp                   | Cúp                   | Tổng cộng | Tổng cộng |
| Mùa giải              | Câu lạc bộ            | Giải vô địch          | Số trận      | Bàn thắng    | Số trận               | Bàn thắng             | Số trận   | Bàn thắng |
| Nhật Bản              | Nhật Bản              | Nhật Bản              | Giải vô địch | Giải vô địch | Cúp Hoàng đế Nhật Bản | Cúp Hoàng đế Nhật Bản | Tổng cộng | Tổng cộng |
| --------------------- | --------------------- | --------------------- | ------------ | ------------ | --------------------- | --------------------- | --------- | --------- |
| 2014                  | V-Varen Nagasaki      | J2 League             | 1            | 0            | 1                     | 0                     | 2         | 0         |
| 2015                  | V-Varen Nagasaki      | J2 League             | 3            | 0            | 2                     | 0                     | 5         | 0         |
| Tổng cộng sự nghiệp   | Tổng cộng sự nghiệp   | Tổng cộng sự nghiệp   | 4            | 0            | 3                     | 0                     | 7         | 0         |